# دادگاه صلح (انگلستان و ولز)
در انگلستان و ولز، دادگاه صلح (به انگلیسی: Magistrates' court) یک دادگاه سطح‌پایین است که به موضوعات وابسته به جرایم اجمالی و برخی جرایم دوگانه رسیدگی می‌کند. دربارهٔ برخی مسائل حقوق مدنی نیز در اینجا تصمیم‌گیری می‌شود، به ویژه دادرسی‌های خانوادگی. در سال ۲۰۱۰، ۳۲۰ دادگاه صلح در انگلستان و ولز وجود داشت؛ تا سال ۲۰۲۰، ۱۶۴ تا از آن‌ها بسته شده بودند. صلاحیت دادگاه‌های صلح و قوانین حاکم بر آن‌ها، در مصوبه دادگاه‌های صلح ۱۹۸۰ تعیین شده است.
تمام مراحل دادرسی کیفری، در دادگاه صلح آغاز می‌شود. جرایم اجمالی کم‌تر هستند (مثل جرایم نظم عمومی و بیشتر مسائل رانندگی) که دادگاه‌های صلح، می‌توانند با ۱۲ ماه حبس و یا جریمه نقدی نامحدود آن‌ها را مجازات کنند. از سوی دیگر، تنها جرایم قابل‌تعقیب جدی هستند (مانند تجاوز جنسی و قتل)؛ اگر در جلسهٔ یکم دادگاه صلح مشخص شود که پرونده‌ای برای پاسخگویی وجود دارد، پرونده را به دادگاه جزا می‌فرستند که قدرت صدور حکم خیلی گسترده‌تری دارد. جرایم دوگانه، به مواردی گفته می‌شود که می‌توان به آن‌ها، در دادگاه صلح یا دادگاه جزا رسیدگی کرد. متهمان این اختیار را دارند که دادگاه جزا را برای رسیدگی به پرونده خود انتخاب کنند، البته قضات نیز این حق را دارند که اگر در هر زمانی فکر کنند قدرت صدور حکم آن‌ها ناکافی است، پرونده را به دادگاه جزا بفرستند.
در دادگاه صلح، پرونده‌ها معمولاً توسط یک شعبه متشکل از سه (یا گاهی دو) قاضی صلح، یا توسط یک قاضی ناحیه رسیدگی می‌شوند. پرونده‌های کیفری معمولاً، اگرچه نه منحصراً، توسط پلیس بررسی می‌شوند و سپس توسط سرویس تعقیب کیفری در دادگاه تحت تعقیب قرار می‌گیرند. برخی مسائل کیفری جزئی انکارنکردنی (مثل جرایم ترافیکی جاده‌ای، مسائل صدور پروانهٔ تلویزیون، فرار از کرایه قطار و غیره) توسط یک قاضی صلح در یک دادرسی قضایی واحد رسیدگی می‌شود. در دادگاه کیفری، قضات انفرادی از اختیارات یکسانی در صدور حکم نسبت به قضات ناحیه برخوردارند و دربارهٔ جرایم «اجمالی» و «دوگانه» که تا دوازده ماه حبس یا جریمه نقدی نامحدود در پی دارند، حکم صادر می‌کنند.
متهمان ممکن است یک سلیسیتر یا وکیل دادگستری را برای وکالت خود استخدام کنند، که دستمزدش اغلب با کمک حقوقی پرداخت می‌شود.
قاضی صلح در سایر حوزه‌های قضایی کامن لا وجود دارد.